# Кований меч
«Кований меч» (англ. The Sword Is Forged) — історико-фентезійний роман американської письменниці Еванджелін Волтон. Заснований на оповіді про Тесея та цариці амазонок Антіопи з грецької міфології.

## Сюжет
Царицю амазонок Антіопу схопив Тесей і повернув до Афін, щоб стати його нареченою. Вони закохуються, і цариця народжує йому сина Іпполіта, але незабаром амазонки беруть в облогу Афіни, щоб повернути свою царицю.

## Головні герої
- Антіопа, молода цариця амазонок.
- Тесей, цар Афін.
- Молпадія, королева війни амазонок і тітка Антіопи.
- Геракл, грецький герой.

## Розробка та публікація
За словами Дугласа А. Андерсона, Волтон написала трилогію романів про Тесея в середині 1940-х років. Вона повністю переписала всі три книги в середині 1950-х років, але відклала їх, коли Мері Рено опублікувала власні романи про Тесея, «Цар має померти» (1958), а пізніше «Бик з моря» (1962). Після успіху видань Ballantine її тетралогії «Мабіногіон» у 1970-х роках Волтон відвідала Грецію та почала переробляти власну трилогію «Тесей». Перший том був опублікований під назвою «Кований меч» у 1983 році. Волтон померла 1996 року, а дві інші частини досі залишаються не опубліковані.

## Теми
В «Енциклопедії фентезі» Джон Клют і Джон Грант цитують «Меч викуваний» як приклад використання амазонок у мечах і чарах як «ікони жіночої автономії». Далі вони пояснюють, що в романі використовується Тесей, щоб представити «патріархальний виклик Амазонці в термінах, які дозволяють натхненну дискусію». Kirkus Reviews припускає, що головною темою роману є те, що «любов «завжди має означати рабство» для жінок».

## Відгуки
Kirkus Reviews назвав «Меч кований» «серйозною, наполегливою, але хитрою реконструкцією» міфу про Тесея, зазначивши, що «Антіопа має певний бадьорість у першій половині тут... Але амазонки постають як своєрідна гілка терористів Національної організації жінок, і занепад Антіопи в молочний тостер «все для любові» справді стомлює». Дон Д'Аммасса писав у своїй Енциклопедії фентезі та жахів, що роман є «розважальною історією, але не дорівнює Валлійським оповіданням [Уолтона]».
Мері Рено описала «Кований меч» як «заглиблене дослідження грецького міфу», а Пол Андерсон написав, що «науковість і реалістичні деталі Волтона ніколи не заважають захоплюючій і зворушливій історії». Вихваляючи поєднання фемінізму та романтичного кохання Волтон, Фріц Лайбер назвав роман «найкращим вигаданим зображенням амазонок, яке я коли-небудь зустрічав».
Роман був номінований на премію «Локус» 1984 року, але програв «Туманам Авалону» Меріон Зіммер-Бредлі. Раніше Бредлі назвав роман Волтон «книгою чудової людяності та великої класичної сили».